# Половинка (Жанасемейський район)
Полови́нка (каз. Половинка) — село у складі Жанасемейського району Абайської області Казахстану. Входить до складу Озерського сільського округу.
Населення — 386 осіб (2021; 403 у 2009, 452 у 1999, 293 у 1989).
Національний склад станом на 1989 рік:
- росіяни — 66 %